# Баранов, Николай Парфеньевич
Николай Парфеньевич Баранов (23 марта 1889, Санкт-Петербург — 7 ноября 1961, Москва) — генерал-лейтенант инженерных войск (1943).

## Биография
Николай Парфеньевич Баранов родился в семье фельдфебеля лейб-гвардии Егерского полка 11 марта 1889 года в Санкт-Петербурге. По национальности — русский. В 1907 году окончил Царскосельскую гимназию с серебряной медалью.

### Служба до революции
В царской армии служил с 1907 по 1918 год. В 1909 году окончил военно-училищный курс при Санкт-Петербургском пехотном юнкерском училище, в 1914 — младший курс офицерской военно-электротехнической школы. Получил звание поручика. Участник Первой мировой войны. С 1914 года — на фронте в составе 24-го саперного батальона, командир саперной роты. Командир роты 24-го саперного батальона поручик Н. П. Баранов лично работал с взрывными устройствами. В 1915 году получил ранение при разборке немецких фугасов. В 1916 году Баранову присвоено звание штабс-капитана. Награждён боевыми наградами, в том числе орденом Святого Георгия 4-й степени (Высочайший Приказ от 26.08.1916).

### Гражданская война и межвоенный период
В Красной Армии с 1918 года. В годы Гражданской войны участвовал в боях с белофиннами и северо-западной армией Юденича. В 1918 году — командир телеграфно-телефонного взвода батальона связи Олонецкой дивизии. В 1919 году — заведующий связью штаба 19-й стрелковой дивизии и временно исполняющий должность командира батальона связи, командир отдельной саперной роты 1-й бригады этой же дивизии. В 1920 году — командир отдельной саперной роты и бригадный инженер, затем дивизионный инженер 2-й стрелковой дивизии.
В межвоенный период занимал разные должности: в 1922—1923 гг. — начальник инженерно-технического отдела, затем начальник строевой части Военно-инженерного управления Западного фронта; в 1923 году — корпусный инженер 5-го стрелкового корпуса Западного фронта; командир 5-го отдельного саперного батальона; в 1925—1927 гг. — исполняющий обязанности корпусного инженера штаба 5-го стрелкового корпуса; в 1927—1928 гг. — помощник начальника инженеров УрВО; младший помощник инспектора-инженера Управления инспекторов-инженеров РККА; в 1929—1930 гг. — помощник начальника, а затем временно исполняющий должность (врид) начальника инженеров Ленинградского военного округа. С ноября 1930 Баранов в Северо-Кавказском военном округе: помощник начальника инженерных войск округа, с апреля по ноябрь 1931 г. врид начальника инженерных войск округа, начальник 3-го сектора штаба округа, помощник начальника инженерных войск округа, начальник 1-го сектора, он же помощник начальника инженерных войск округа. С марта 1935 года помощник начальника инженерных войск СКВО по боевой подготовке. В мае — августе 1935 года Баранов проходил стажировку в должности заместителя начальника лагерного сбора инженерных частей СКВО. С апреля 1938 года — начальник отдела инженерных войск штаба Приволжского военного округа. 4 июня 1940 года Баранову присвоено звание генерал-майора инженерных войск.

### Великая Отечественная война
В июне-августе 1941 года Н. П. Баранов — начальник отдела инженерных войск полевого управления 21-й армии. С января 1942 года — заместитель командующего, начальник инженерных войск Калининского фронта. С 26 мая по август 1942 года — командующий 1-й саперной армией Западного фронта. 1 сентября 1943 года Баранову присвоено звание генерал-лейтенанта инженерных войск. С сентября 1942 года — заместитель генерал-инспектора, а с июля 1943 года — генерал-инспектор инженерных войск Инспекции при начальнике инженерных войск Красной Армии. С апреля 1944 года — заместитель командующего войсками, начальник инженерных войск Западного, затем 3-го Белорусского фронтов.

Могила Николая Парфеньевича Баранова на Рогожском кладбище Москвы.

### После войны
С июля 1945 года — начальник инженерного управления, начальник инженерных войск Барановичского военного округа. С февраля 1946 года — начальник инженерного управления, начальник инженерных войск БВО. С марта 1946 года — в распоряжении начальника инженерных войск Красной Армии. С апреля этого же года — начальник Управления боевой подготовки инженерных войск Сухопутных войск. С июля 1951 года — начальник Высших академических военно-инженерных курсов усовершенствования при Военно-инженерной академии им. В. В. Куйбышева. С октября 1954 года — консультант при начальнике этой академии. В июне 1957 года был прикомандирован к Генштабу для научно-исследовательской работы с сохранением занимаемой должности. С декабря 1958 года — в отставке.
Н. П. Баранов умер 7 декабря 1961 года в Москве.

## Награды
- Орден Ленина (21.02.1945)[3]
- Два ордена Красного Знамени (3.11.1944, 20.06.1949)
- Орден Кутузова 1 степени (4.07.1944)
- Орден Богдана Хмельницкого 1-й степени (19.04.1945)
- Орден Кутузова 2-й степени (12.06.1944)
- Орден Отечественной войны 1-й степени (24.09.1943)
- Медаль «За оборону Сталинграда»
- Медаль «За взятие Кенигсберга»
- Медали СССР